# Alexander Pawlowitsch Dianin

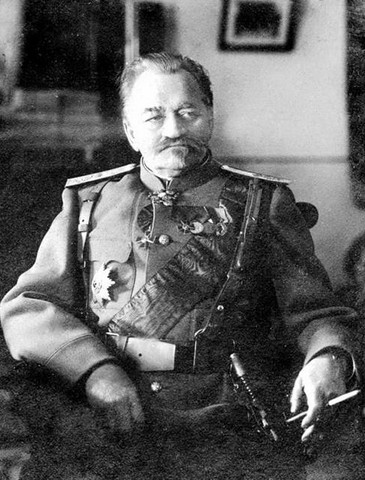
Alexander Pawlowitsch Dianin

Alexander Pawlowitsch Dianin (russisch Александр Павлович Дианин; * 8. April 1851 in Dawydowo; † 6. Dezember 1918 in Petrograd) war ein russischer Chemiker.

## Leben
Dianin studierte Chemie an der Universität Jena, wo er 1877 promoviert wurde und an der Militärmedizinischen Akademie in Sankt Petersburg. Er synthetisierte erstmals die chemische Verbindung Bisphenol A. Dianin war mit einer Tochter des russischen Chemikers und Mediziners Alexander Porfirjewitsch Borodin verheiratet.